# رانلف فاینز
رانلف فاینز (انگلیسی: Ranulph Fiennes؛ ‏ تلفظ نام و نام‌خانوادگی: ‎/ˈrænʌlf ˈfaɪnz/‎؛ ‏ زاده ۷ مارس ۱۹۴۴) افسر سابق نیروی زمینی بریتانیا، کاوشگر، نویسندهٔ مقالات و کتاب‌های سفر و جهانگردی و ماجراجوی اهل بریتانیا است.
در کتاب گینس از او به عنوان بزرگ‌ترین جهان گرد حال حاضر جهان، که در طول زندگی کاری خودش بیش از ۳ سفر اکتشافی داشته، یاد شده اما رانلف فاینز بیشتر به خاطر سفر ۳ساله‌اش به دور دنیا معروف شده‌است. اولین سفر دنیا با کشتی در محور قطب، سفری که در سال ۱۹۸۲ به پایان رسید. او بدون دریافت هیچ کمکی به قطب شمال سفر کرد. و یک سفر ۹۷ روزه هم به قطب جنوب داشت. او همچنین به عنوان یکی از پرطرف‌دارترین کسانی بوده که حرف هاش به دیگران انگیزه داده‌است.
در سال ۲۰۰۰ فاینز نام خودش را به عنوان اولین کسی که بدون هیچ کمکی و تک‌وتنها به قطب شمال واقعی سفر کرد ثبت کرد. ولی در آنجا دچار سرمازدگی شد و قسمت‌های پایین انگشت‌های دست چپش را از دست داد.

## فعالیت‌ها
در سال ۲۰۰۷ رانلف از دیوارهٔ شمالی کوه ایگر بالا رفت و توانست برای مؤسسهٔ کمک به بیمارهای سرطانی ماری کوری ۸/۱ میلیون پند پول جمع‌آوری کند. فینس بالاخره در سن ۶۵ سالگی و در اوایل سال ۲۰۰۹ موفق به سعود از قله ی اورست شد و در در سال ۱۹۹۳ فینس جایزه یرتبه امپراتوری بریتانیا را به خاطر تلاش‌های انسان دوستانه‌اش و خدمات نیکوکارانه‌ای که انجام داده بود از ان خودش کرد. او در مسابقات دو ماراتون نیویورک توانست در ۵ساعت و ۲۵دقیقه به دو ماراتون خودش پایان دهد.
به خاطر شکستن رکوردهای مختلف رانلف فاینز توانسته بود بیش از ۱۰ میلیون پوند برای موسسه‌های خیریه جمع‌آوری کند.

## نویسندگی
او به غیر از جهان گردی به حرفه نویسندگی هم مشغول بوده و در این مدت موفق به نوشتن ۱۶ کتاب شد. که یکی از آن‌ها در انگلستان پر فروش‌ترین شد.

## حملهٔ قلبی
در سال ۲۰۰۳ رانلف دچار حملهٔ قلبی شدیدی شد. تنها ۳ ماه و نیم بعد از به هوش آمدن، از یک کمای ۳ روزه، و ۲ عمل بای پس رانلف در ۷ مسابقهٔ دوی ماراتون در مدت تنها هفت روز و در تمامی هفت قاره شرکت کرد. ولی گرمای حاره‌ای سنگاپور و آلودگی آنجا او را از پا انداخت.